# Barom kagyü
A barom kagyü (wylie: 'ba' rom bka' brgyud, vagy röviden:bagyü) a tibeti buddhizmusban a kagyü szekta négy legfőbb iskolája közül az egyik. A barom kagyü iskolát a 12. században alapította Barom Dharma Vangcsug (tibeti: 'ba rom pa dar ma dbang phyug; 1127-1199 vagy 1200), Gampópa egyik legjelesebb tanítványa. 
A 12. és a 13. században az Barompát követő tanítványok és mesterek Tibet Kham régiójában éltek. A hagyományvonal legközpontibb átadása a Mahámudrá. A 17. század óta ez a bagyod lámák tartják ezt a vonalat. A jelenlegi vonaltartó a 8. bagyod rinpocse.

## Barom Darma Vangcsug
Barom Dharma Vangcsug 1127-ben született a tibeti Penyulban. Hétéves korában állt be papnövendéknek, itt kapta a Dharma Vangcsug nevet. Kadampa tanításokat kapott Trolungba Lodro Dzsungne tanítótól. Húszévesen állt be Gampópa mellé, akitől hat éven át tanult, és megkapta a teljes kagyü  átadási vonalat. 1153-ban Gampópa tanácsára ment Baromba, ahol korábban olyan mesterek tanultak, mint Marpa Locava (1012 – 1097). Az önként vállalt magányos elvonulása hét évig tartott, majd Khamba ment és három éven át tanított buddhista doktoranduszokat (gese). Khamban később két kolostort is alapított, a Goco és a Lode kolostorokat. Ezt követően Baromban épített templomot és kolostort. 1198-ban találkozott Dzsigden Szumgonnal (1143 – 1217), drikung kagyü későbbi alapítójával. Beavatást kapott tőle bódhicsitta és mahámudrá tanításokból. 72 évesen hunyt el, és a legendák szerint varázslatos körülmények kísérték halálát.